# El Pou (Sagàs)
El Pou és una masia del municipi de Sagàs (Berguedà) inclosa en l'Inventari del Patrimoni Arquitectònic de Catalunya. La masia fou construïda al s. XVII i ampliada al s. XVIII. Formava part dels dominis jurisdiccionals de la baronia baixa de la Portella, i l'any 1718 fou capbrevada pel procurador del Duc d'Híxar, aleshores baró de la Portella.És una masia d'estructura clàssica amb coberta a dos vessants i el carener perpendicular a la façana de llevant. Aquesta façana fou ampliada al segle xviii amb un cos adossat d'estructura clàssica que l'amplià considerablement en aquest sector. Les obertures allindanades es distribueixen al llarg de tots els murs i concretament al primer nivell. Juntament amb les construccions annexes (corrals, pallisses, etc.) forma una era enllosada.